# 西田章二
西田 章二（にしだ しょうじ）は、日本のアニメーション演出家。

## 来歴
同人誌活動を経て自主制作アニメ『wireless6 opening animation』('06)、『wireless FINAL opening animation』('08)を監督。『wireless FINAL 〜』は同年開催の第13回アニメーション神戸デジタル・クリエーターズ・コンテストにて「愛ある音楽そして美術大賞」を受賞、同コンテスト審査委員長だった大地丙太郎に拾われて'09年『おじゃる丸』第12シリーズ30話「こんじょうサッカー」の絵コンテでＴＶアニメ初参加。『おじゃる丸』第12シリーズ65話「テニスのおじゃる様」で初演出。

## 参加作品

### テレビアニメ
- おじゃる丸(第12シリーズ)（2009年） 絵コンテ13本 (30･31･33･44･55･58･73･76･81･85～87･90話)、絵コンテ･演出2本(65･77話)
- おじゃる丸(第13シリーズ)（2010年） 絵コンテ9本 (7･20･23･31･41･64･70･79･88話)、絵コンテ･演出4本(3･9･24･83話)、演出3本(51･72･87話)
- おじゃる丸(第14シリーズ)（2011年） 絵コンテ3本 (3･13･87話)、絵コンテ･演出5本 (26･62･65･74･75話)、演出9本 (8･11･36～38･48･52･73･85話)
- おじゃる丸(第15シリーズ)（2012年） 絵コンテ･演出9本 (2･13･19･25･38･41･68･70･83話)、演出12本 (1･8･11･20･36･43･46･57･65･79･80･90話)
- おじゃる丸(第16シリーズ)（2013年） 絵コンテ25本 (2･8･12･14･17･19･21･24･25･28･31･32･36･38･40･41･44･49･50･52･53･64～67話)、絵コンテ･演出2本 (5･9話)、演出2本 (57･58話)
- おじゃる丸(第17シリーズ)（2014年） 絵コンテ26本 (4･8～14･16･23･28～30･32･33･35･45･46･49～51･54･56･58･61･68話)
- おじゃる丸(第18シリーズ)（2015年） 絵コンテ23本 (3･8･9･12･13･15～17･22･25･28･31･33･39･40･42･45･54･56･57･59～61話)
- おじゃる丸(第19シリーズ)（2016年） 絵コンテ28本 (2･4･5･10･13･15･18･20･28･29･31･32･35･37･39･42～44･47～50･55･59･61～64話)
- おじゃる丸(第20シリーズ)（2017年） 絵コンテ20本 (6･8･10･13･16･18･19･24･27～29･33･38･47･48･50･51･54･56･59話)
- おじゃる丸(第21シリーズ)（2018年） 絵コンテ25本 (4･7～9･12･13･15･17･18･21･24･26･34･36･41･42･44･48～52･54･56･58話)
- おじゃる丸(第22シリーズ)（2019年） 絵コンテ33本 (1･2･4～8･10･11･13～17･21～23･25･26･28･33･34･40･42･45･48･49･51･53～55･57･59話)
- おじゃる丸(第23シリーズ)（2020年） 絵コンテ29本 (2･4～8･11･13･14･17～19･21～24･26･27･32･34～38･42･43･46･48･50～52･54～56話)
- おじゃる丸(第24シリーズ)（2021年） 絵コンテ23本 (3～5･7･8･10･13～16･19･22･26･27･30･31･37･41･44･47･51･54･55話)
- おじゃる丸(第25シリーズ)（2022年） 絵コンテ19本 (1～3･7･11･13･15･17･23･27･28･31･36･37･39･43･45･51･53話)
- おじゃる丸(第26シリーズ)（2023年） 絵コンテ15本 (2～5･14･23･29･30･32･40･44･50･53･54･58話)
- おじゃる丸(第27シリーズ)（2024年） 絵コンテ21本 (9･10･13･14･16･22･23･25～27･30･32･33･42･43･45･47･50･～52･60話)
- おじゃる丸(第28シリーズ)（2025年） 絵コンテ4本 (1･8･12･22話)
- 夢をかなえるゾウ（2009年） 絵コンテ（7話)、絵コンテ･演出（12話)、演出（10･11話)
- 犬夜叉 完結編（2009年） 原画（6話）
- 動物かんきょう会議（2010年） 助監督、絵コンテ（6･8･11･13･16･18話）
- 団地ともお（2014～2015年） 絵コンテ（38話Aパート･54話A/Cパート･59･64･72･77話Aパート）
- 団地ともおスペシャル - 夏休みの宿題は終わったのかよ？ともお - （2015年） 絵コンテ（渡辺歩、内田信吾と共同）
- 遊☆戯☆王ARC-V（2015～2017年） 絵コンテ（71･78･82･87･93･128･133･137話）
- DD北斗の拳2 （2015年） 絵コンテ（9話）
- ひなろじ〜from Luck & Logic〜（2017年） 絵コンテ（3話）
- 遊☆戯☆王VRAINS（2017～2019年） 絵コンテ（14･24･40･62･67･113･118話）
- 続 刀剣乱舞-花丸-（2018年） 絵コンテ（4話）
- 爆釣バーハンター（2018年） 絵コンテ（11話）
- うちのメイドがウザすぎる!（2019年） 絵コンテ（OVA Bパート）
- デジモンアドベンチャー:（2020年） 絵コンテ（23･25話）
- 戦闘員、派遣します!（2021年）予告編絵コンテ（全12話）
- からかい上手の高木さん3（2022年） 絵コンテ（8話）
- ふしぎ駄菓子屋 銭天堂（2022年） 絵コンテ（60～62･69･70･78～80話）
- デリシャスパーティ♡プリキュア（2022年） 絵コンテ（37話）
- 僕とロボコ（2022～2023年） 絵コンテ（4･5･10･14･17話）
- ポケットモンスター（2023～） 絵コンテ（31･66･71･79話）

### 自主制作アニメ
- wireless6 opening animation(2006年) (企画・監督・絵コンテ・作画)
- wireless FINAL opening animation(2008年) (監督・脚本・絵コンテ・演出・美術・作画)